# 高雄市立七賢國民中學
高雄市立七賢國民中學（英語：Kaohsiung Municipal Cisian Junior High School），簡稱為七賢國中，是位於高雄市鼓山區的一所國中。
七賢國中新成立於民國58年，與老校前金國中 （页面存档备份，存于）只有數百公尺之遙。受少子化之影響，民國98年開始遷校至鼓山區龍美校區，並於民國101年完成遷校，原校址廢止。高中聯招時代與三民國中 （页面存档备份，存于）及五福國中並稱「三七五」，為當時高中聯招第一志願雄中雄女錄取數前三名的升學名門。完成遷校至鼓山區後亦為熱門的「總量管制學校」。
在籃球界著名者，則是與義守大學、三民家商形成的「一三七體系」農場訓練系統。

## 校史
民國57年開始籌備，由前金國民中學校長林守盤先生兼任籌備主任。民國58年8月第一屆招生，由郭行坊先生擔任首任校長，首任家長會長為宋世雄先生。校址位在高雄市前金區河南二路196號。
民國59年9月成立女籃隊，由地理科劉錦池老師擔任教練。隔年即奪得自強盃冠軍。民國63年第一次獲得區中運國中女籃冠軍。在民國72年，劉錦池教練領軍的女籃隊已獲得17次的全國級冠軍，七賢國中成為南台灣女籃搖籃。
民國95年因少子化，市政府已經規劃將七賢國中學生併入前金國中，七賢國中則遷至鼓山區美術園區附近的學校用地（龍美國中）。
民國95年黃權松先生兼任創辦龍美國中之籌備主任，兩年後調任七賢國中第七任校長，民國98年，位於七賢國中龍美校區開始招生，七賢國中分三年遷往龍美校區。民國101年老校區學生完全畢業，完成遷校作業，龍美校區改名為七賢國中，使眾多的七賢國中校友仍有母校可尋，但學區改在鼓山區龍水里。

## 校區

#### 龍美校區
校區位於美術館特區內惟埤文化園區對面，四條馬路包圍起來的獨立區塊：南面美術東三路，北臨美術東五路，西側美術東二路，東邊美術東四路。校地佔26,067平方公尺。南臨為中山國小，更南邊為中華藝術學校。
龍美校區第一期校舍工程於民國98年完成，第二期校舍於民國101年完成。目前共有普通教室48間，專科教室29間，特殊教育教室4間，資訊教室2間，一百五十人的視聽教室1間，生活科技教室2間，兩層樓圖書館1間與一千人活動中心1間。行政辦公室與會議室各12與3間。戶外方面有一200公尺跑道操場，圍繞著籃球場。校區有不對外開放平面停車位30個與地下停車位43個。

#### 舊校區
舊校區在愛河與幸福川（原二號運河）匯流處，河南二路，市中二路，河東路，賢中街及七賢二路包圍，面積達3.08公頃。民國101年完成遷校至龍美校區後土地閒置。
民國104年底行政院將舊校地核定為海洋科學研究專區之開發基地。民國104年原七賢國中綜合大樓整修完畢，民國105年3月31日國家實驗研究院台灣海洋科技研究中心總部正式進駐。但市政府希望保留靠愛河的1.8公頃自行開發利用。經協調後民國106年9月達成共識。行政院隔年核定以1.2公頃作為海洋科學研究專區，規劃設立「台灣海洋科技研究中心」與「海洋科技暨教育展示大樓」。民國107年10月舊校區經都市計畫轉變為產業專用區，靠河邊的1.5公頃市府計畫以海洋城市為主題招攬優質廠商進駐，中央約3,000平方公尺（3.08公頃之10%）規劃為綠地。早期規劃前金國中遷入七賢國中也因學生人數減少，不再需要保留七賢國中原址為學校用地。
民國108年海洋科學研究專區計畫變更，七賢國中舊址「海洋科學教育暨展示大樓」及「海洋科技產業創新育成中心」停止興建，海洋科學研究專區土地閒置未用，民國111年海洋中心總部大樓4月前搬離。民國110年10月14日發生城中城火災，市府決定以海洋科學研究專區1.2公頃土地做為城中城區段徵收抵價地（河南二路側5,839平方公尺），並興建600戶社會住宅（賢中街側6,164平方公尺）。地政局自民國111年3月17日起拆除舊七賢國中剩餘校舍。社宅已於民國111年12月30日舉行動土。

## 校隊
- 棒球隊
- 籃球隊

## 外部連結
- 高雄市立七賢國民中學 （页面存档备份，存于） （繁體中文）
- 高雄市立七賢國民中學的Facebook專頁
- 七賢國中籃球隊的Facebook專頁
- 七賢國中棒球隊的Facebook專頁